# Coulanges, Loir-et-Cher

Coulanges este o comună în departamentul Loir-et-Cher, Franța. În 1 ianuarie 2018 avea o populație de 308 de locuitori.